# Taquarivaí
Taquarivaí is een gemeente in de Braziliaanse deelstaat São Paulo. De gemeente telt 5.541 inwoners (schatting 2009).